# Wyżni Ciemnosmreczyński Staw
Wyżni Ciemnosmreczyński Staw (słow. Vyšné Temnosmrečinské pleso, Vyšné Smrečinské pleso, niem. Oberer Smrečiner See, węg. Felső-Szmrecsini-tó) – staw położony na wysokości 1716 m n.p.m. (według niektórych źródeł 1723 m), w Dolinie Ciemnosmreczyńskiej (odnoga Doliny Koprowej), w słowackich Tatrach Wysokich. Według pomiarów Romana Gajdy z 1932 r. miał powierzchnię 4,512 ha, rozmiary 393 × 172 m i głębokość 20 m. Pomiary TANAP-u z lat 60 XX w. wykazały, że ma powierzchnię 5,548 ha, wymiary 408 × 195 m i głębokość ok. 20 m. Znajduje się na obszarze ochrony ścisłej TANAP-u, dlatego bez zgody władz parku narodowego odwiedzanie go nie jest dozwolone.
Opisywał go Stanisław Staszic, nazywając Czarnym Stawem pod Liptowskimi Murami. Jest jeziorem polodowcowym, wypełniającym otoczony piargami cyrk lodowcowy w trzecim piętrze Doliny Ciemnosmreczyńskiej, czasami nazywanym Doliną Piarżystą. Ma odpływ, którym woda spływa do Niżniego Ciemnosmreczyńskiego Stawu. Jezioro jest otoczone masywami Cubryny, Koprowego Wierchu i jego północno-zachodniej grani.

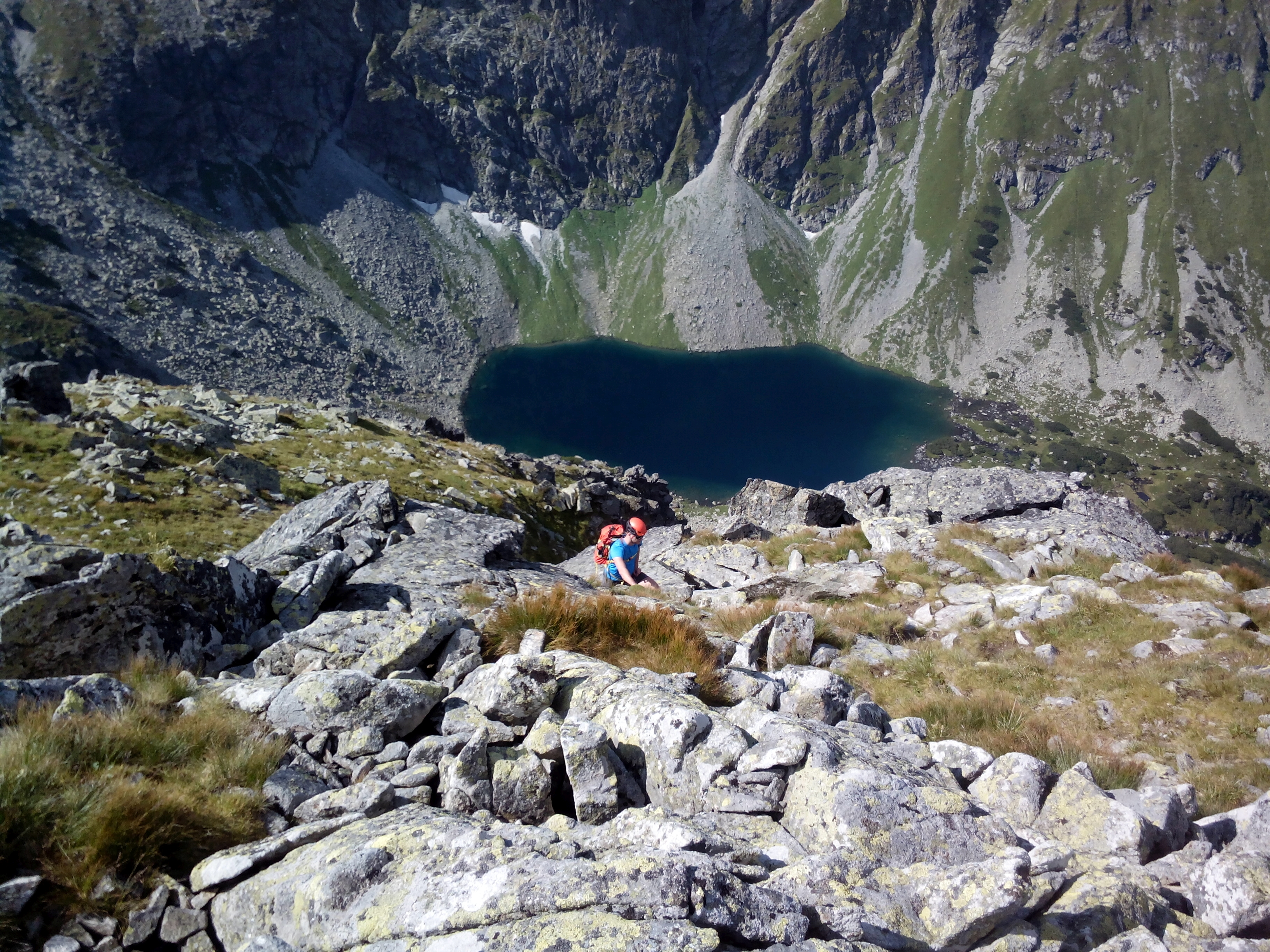
Widok ze Szpiglasowej Grani
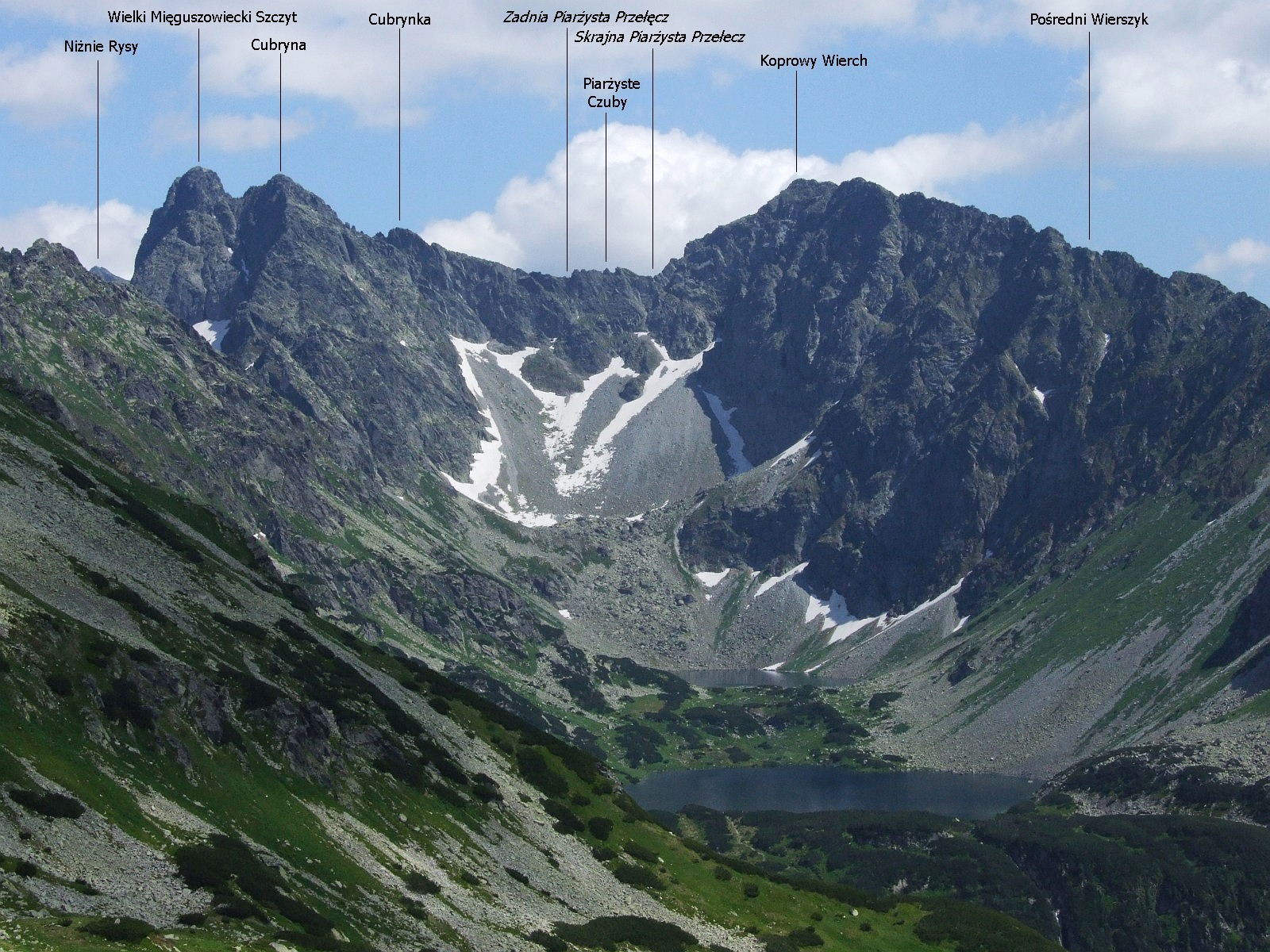
Wyżni i Niżni Ciemnosmreczyński Staw
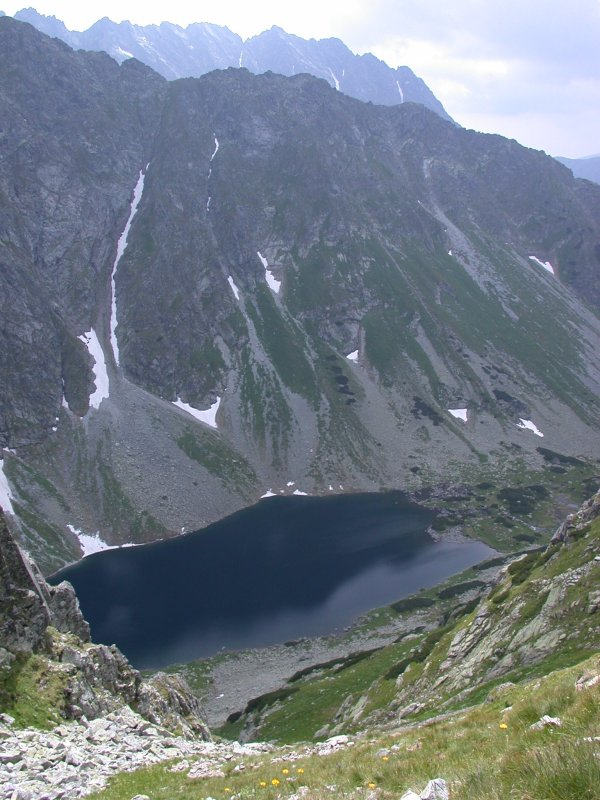
Widok z Wrót Chałubińskiego